# Viken (sø)
|  | For andre betydninger, se Viken |
Viken er en hesteskoformet sø i Tiveden i det nordlige Västergötland, og den ligger 92 meter over havet. Arealet er 47 km². Søen er beliggende nordvest for Karlsborg, og dens østlige bred løber langs länsväg 202 Karlsborg (Hanken) – Undenäs – Töreboda. Tiveden har tre store søer: Viken, Unden og Skagern.
Viken får vand fra søerne Örlen i syd og Unden i nord. Vikens vand løber via Forsviksåen til Vättern og er et af denne søs største tilløb.
Viken er den højest beliggende sø på västgötasiden af Göta kanal og vandreservoir for denne. Göta kanal passerer søen via sluser ved Tåtorp i vest og Forsvik i øst. 
I 1824 sprængte man sig gennem odden Spetsnäset, som stikker ud i Vikens østre del. På den måde skabtes Spetsnäskanalen, og Götakanalen forkortedes med 3 sømil. 